# Ржавая кошка
Ржавая кошка, или пятнисто-рыжая кошка (лат. Prionailurus rubiginosus), — вид диких малых кошек из рода азиатских кошек. Близкая родственница бенгальской кошки. Самая малая представительница семейства кошачьих в Азии (в Африке на звание самого маленького представителя кошачьих в мире претендует черноногая кошка). Обитает только в Индии и Шри-Ланке. Вид находится под угрозой вымирания, так как насчитывает менее 10 000 взрослых представителей с постоянным снижением из-за изменения среды естественного обитания.

## Внешность
Длина тела ржавой кошки составляет от 35 до 48 см, длина хвоста — от 15 до 30 см. Взрослые животные весят всего 0,9—1,6 кг. Таким образом, это один из самых мелких видов диких кошек. Внешне очень похожа на бенгальскую кошку, но пятна менее чёткие и производят расплывчатое впечатление. Кошка покрыта короткой шерстью по всей длине. Шерсть в основном серого цвета с «ржавыми» пятнами на спине и боках. Шерсть на животе светлая с большими тёмными пятнами.

## Распространение
Существуют две отдельные популяции ржавой кошки, часто признаваемые отдельными подвидами. Одна обитает на юге Индии (Prionailurus rubiginosus rubignosa), другая — на острове Цейлон (Prionailurus rubiginosus phillipsi). Популяции живут в разных условиях: цейлонские ржавые кошки обитают в тропическом лесу, а индийская популяция населяет сухие открытые местности. Согласно распространённой версии, приспособиться к новой сфере ржавую кошку на Индийском субконтиненте заставила конкуренция со стороны бенгальской кошки, которой нет на Цейлоне.

## Поведение
Ржавые кошки ведут ночной образ жизни и живут поодиночке. По поведению очень близки к бенгальской кошке. К их добыче относятся мыши, ящерицы и насекомые. Несмотря на умение хорошо лазить по деревьям, ржавые кошки бо́льшую часть времени проводят, как правило, на земле.